# Empfertshausen
Empfertshausen är en kommun och ort i Wartburgkreis i förbundslandet Thüringen i Tyskland.
Kommunen ingår i förvaltningsgemenskapen Dermbach tillsammans med kommunerna Dermbach, Oechsen, Weilar och Wiesenthal.